# Daitja
Daitjové jsou v hinduismu jednou ze skupin asurů-protivníků dévů-bohů, kteří jsou syny bohyně Diti a mudrce Kašjapy. V některých případech není jasné zda jsou jimi míněny mytické bytosti či nějaký lidský národ. Často bývají ztotožňováni s další skupinou asurů zvaných Dánavové, jež jsou  syny bohyně Dánu a mudrce Kašjapy, a někdy se mluví o Daitjech-Dánavech. K hlavním Daijtům náleží Hiranjákša, Hiranjakašipu, Prahláda, Mahábali, Sunda a Upasunda. Podle Rámájany kdysi vládli světu, ale byli poraženi a zbaveni vlády dévy vedenými Višnuem. Podle šivaistického textu Mrgéndrágama sídlí daitjové obývají město Kršnavatí „potemnělé“, jedno z osmi sídel na vrcholu hory Méru, kterému vládne bohyně Nirrti.